# Prypjat-Stokhid Nationalpark
Prypjat-Stokhid Nationalpark (ukrainsk: Національний природний парк «Прип'ять-Стохід») blev oprettet i 2007 for at beskytte og forene en række naturlige komplekser langs floderne Pripjat og Stokhids dale i det nordvestlige Ukraine. Parken giver beskyttelse, forskningsområder og rekreation, og repræsenterer engene og vådområderne i Polissia-biosfæreregionen. Parken rummer to Ramsar-vådområder af international betydning og er forbundet med et grænseoverskridende Ramsar-vådområde med Hviderusland. Parken ligger i det administrative distrikt Liubeshiv i Volyn oblast.

## Topografi
Området udgøres af de flade vådområder langs floderne Prypjat og Stokhid. Dette antydes af navnet Stokhid, som betyder "flod med hundrede træk". Parken ligger langs grænsen til Hviderusland mod nord. Nedstrøms strømmer områdets filtrerede vand ind i floden Dnepr og gennem midten af Ukraine. Området er 50 km fra vest til øst og har en gennemsnitlig nord-syd-bredde på 10 km.

## Klima og økoregion
Klimaet i Prypiat-Stokhid er ifølge Köppen klimaklassificering fugtigt kontinentalt klima (undertypen varm sommer). Dette klima er kendetegnet ved store sæsonbestemte temperaturforskelle og en varm sommer (mindst fire måneder i gennemsnit over 10 oC, men ingen måned i gennemsnit over 22 oC).  Nedbøren i parken er omkring 600 mm om året.
Prypjat-Stokhid NP ligger i den centraleuropæiske økoregion med blandede skove, en tempereret løvskov, der dækker store dele af det nordøstlige Europa, fra Tyskland til Rusland.

## Flora og fauna
43 % af parken består af moser, skove og åbent land udgør 35 %, buskaser 16 % og 6 % vand. På grund af den store mangfoldighed af levesteder – sumpe, moser, tørveområder, flodøer osv. – udviser parken en stor biodiversitet, herunder over 800 arter af højere planter og 220 hvirveldyrarter, herunder 60 arter af pattedyr og 220 arter af fugle.  Over 150.000 vandfugle registreres under det årlige fugletræk.

## Offentlig brug
Der er cykelruter rund om parken, hvilket giver ture på 1 til 5 dage, og et omfattende netværk af vandrestier til dagsture eller flerdages guidede udflugter. Parken sponsorerer "grøn landturisme", med mulighed for at besøge landsbyer i området eller leje en bondegård. Der er to turruter på vandet med guidede ture i kajakker og små både.